# Selección femenina de rugby 7 de Inglaterra
La selección femenina de rugby 7 de Inglaterra es el equipo representativo de ese país en los torneos de la modalidad de 7 jugadoras.
Actualmente no compite en ningún torneo oficial, siendo reemplazado por el seleccionado de Gran Bretaña en el circuito mundial, Juegos Olímpicos y Juegos Europeos.

## Palmarés
- Women's Sevens Challenge Cup (1): 2011-12
  - Seven de Hong Kong: 2012
  - Seven de Londres: 2012
- Serie Mundial: 
  - Seven de Estados Unidos: 2013
  - Seven de Canadá: 2016
- Rugby Europe Women's Sevens (6): 2004, 2005, 2008, 2009, 2011, 2012
- Torneo Preolímpico Europeo (1): 2019
- Rugby Europe Trophy: 2022

## Participación en copas

### Copa del Mundo
- Dubái 2009: Cuartofinalista
- Moscú 2013: Cuartofinalista
- San Francisco 2018: 9.º puesto
- Ciudad del Cabo 2022: 8º puesto

### Juegos Olímpicos
- Río 2016: 4.º puesto (*)
- Tokio 2020: 4.º puesto (*)

(*) Jugó como Gran Bretaña

### Juegos de la Mancomunidad
- Gold Coast 2018: 3.º puesto
- Birmingham 2022: 5.º puesto

### Serie Mundial
- Serie Mundial 12-13: 2.º puesto (60 pts)[2]
- Serie Mundial 13-14: 4.º puesto (60 pts)[3]
- Serie Mundial 14-15: 4.º puesto (76 pts)
- Serie Mundial 15-16: 3.º puesto (74 pts)
- Serie Mundial 16-17: 8.º puesto (37 pts)
- Serie Mundial 17-18: 8.º puesto (32 pts)
- Serie Mundial 18-19: 6.º puesto (50 pts)
- Serie Mundial 19-20: 8.º puesto (36 pts)
- Serie Mundial 21-22: 9.º puesto (33 pts)
- Serie Mundial 22-23: a disputarse